# Flux (mathématiques)
Pour les articles homonymes, voir Flux.
En analyse vectorielle, on appelle flux d'un champ vectoriel deux quantités scalaires analogues, selon qu'on le calcule à travers une surface ou une courbe.

## Flux à travers une surface
On appelle flux (ou intégrale de surface) du champ vectoriel {\displaystyle \mathbf {F} } de {\displaystyle \mathbb {R} ^{3}} à travers la surface orientée {\displaystyle \Sigma } la quantité scalaire
où {\displaystyle \mathrm {d} \mathbf {S} } représente un vecteur normal élémentaire et {\displaystyle \cdot } le produit scalaire. Si la surface est donnée par le paramétrage {\displaystyle \sigma (u,v)} (où {\displaystyle u} et {\displaystyle v} varient dans un ouvert {\displaystyle \Omega }), ce vecteur est fourni par
et le flux est alors
Si {\displaystyle \Sigma } est une surface fermée (on dit aussi sans bord) entourant un volume {\displaystyle V} alors le flux peut être déterminé d'une autre manière, en invoquant le théorème de flux-divergence :

## Flux à travers une courbe
De la même manière, on définit le flux du champ {\displaystyle \mathbf {F} =(P,Q)} de {\displaystyle \mathbb {R} ^{2}} à travers la courbe {\displaystyle \Gamma } la quantité
où {\displaystyle \mathrm {d} \mathbf {n} =(\mathrm {d} y,-\mathrm {d} x)} représente un vecteur normal élémentaire. Cela revient à définir le flux de {\displaystyle \mathbf {F} } comme la circulation (ou intégrale curviligne) du champ orthogonal {\displaystyle \mathbf {G} =(-Q,P)} :
avec {\displaystyle \mathrm {d} \mathbf {r} =(\mathrm {d} x,\mathrm {d} y)}. Le flux d'un champ à travers une courbe, à l'inverse de sa circulation, ne dépend que de sa composante normale à la courbe.